# Schröttinghausen (Bielefeld)
Schröttinghausen ist ein Ortsteil der kreisfreien Stadt Bielefeld in Nordrhein-Westfalen und gehört zum Stadtbezirk Dornberg. Bis zur kommunalen Neugliederung 1973 war Schröttinghausen eine Gemeinde im Amt Werther des Kreises Halle (Westf.).

## Geographie
Die Stadt Bielefeld ist unterhalb der zehn Bezirke nicht weiter in administrative oder politische Einheiten gegliedert. Stadtteile sind in Bielefeld daher nur informelle Teilgebiete, deren Abgrenzung sich meist auf das Gebiet einer Altgemeinde bezieht. Zu statistischen Zwecken ist Bielefeld jedoch in 72 statistische Bezirke eingeteilt. Der auf dem heutigen Stadtgebiet der Stadt Bielefeld liegende Teil der Altgemeinde Schröttinghausen entspricht dabei aber nur einem Teilbereich des statistischen Bezirks 44 Niederdornberg-Schröttinghausen, dessen sonstige Gebiete im Wesentlichen Teile der Altgemeinde Niederdornberg-Deppendorf waren. Die Abgrenzung des informellen Stadtteils Schröttinghausen kann daher nur über die Grenzen der Altgemeinde erfolgen.
Der Ort liegt im Nordwesten von Bielefeld in einer Entfernung von etwa sieben Kilometern zur Innenstadt. Im Westen Schröttinghausens liegt in einer Entfernung von etwa 3,5 Kilometern Werther, im Nordwesten das Dorf Werther-Häger (3,2 km) und im Osten der Bielefelder Stadtbezirk Jöllenbeck (4 km).
Schröttinghausen liegt 133 m über dem Meeresspiegel.

## Geschichte
Im Jahre 1556 gehörten nach dem Ravensberger Urbar 20 Stätten zur Burschop Schrottinckhusen im Amt Sparrenberg der Grafschaft Ravensberg. Diese waren namentlich Meier zu Raeden, Horstmann, Walter, Gerdinck, Johanninck, thor Overbecke, tho Eggerinckhusen, Hecker, Stichorst, Beckendorp, Moller tho Beckendorp, Tottesberch, thor Haselhorst, tho Wulfferinckhusen, Over Horstkotter, Neder Horstkotter, Rodensieck, Dieckmann, Henynck und Suessiek.
Im Jahre 1777 wurde in der Bauerschaft Schröttinghausen die 741 Morgen große Fläche der Horstkotter Heide, die Gemeineigentum war, aufgeteilt. Nicht nur Ansässige aus der Bauerschaft Schröttinghausen, die der Vogtei Werther unterstand, zählten zu den Aufteilungsberechtigten, sondern auch Bewohner aus Häger, da Häger keine eigenen Markengründe besaß.
Örtlich bildeten die zugehörigen Ländereien keine zusammenhängende Fläche. Aus dieser Zersplitterung ergaben sich im Laufe der Jahrhunderte für die einzelnen Hofstellen unterschiedliche Gebietszugehörigkeiten. Im Kernbereich von Schröttinghausen gab es Enklaven des Dorfes Häger, im Bereich Häger und Rotenhagen gab es Enklaven, die zu Schröttinghausen gehörten.
Von 1807 bis 1810 gehörte Schröttinghausen zum Kanton Werther im Departement der Weser des Königreichs Westphalen. Nach der Annexion großer Teile Norddeutschlands durch Napoleon Bonaparte verlief die neue Staatsgrenze zwischen dem Königreich Westphalen und Frankreich entlang des Schwarzbachs quer durch die Bauerschaft. Der Nordteil der Bauerschaft gehörte nun zum Département der oberen Ems des Kaiserreichs Frankreich. Der Südteil der Bauerschaft verblieb im Königreich Westphalen und kam zum Kanton Schildesche des Departements der Fulda.
Nachdem das Ravensberger Land 1813 wieder an Preußen gefallen war, wurden 1816 in der Provinz Westfalen Kreise gebildet. Schröttinghausen kam zum neuen Kreis Halle und gehörte dort zum Amt Werther.
Im Zuge der Neugliederung des Raums Bielefeld zum 1. Januar 1973 wurde das Gebiet der Gemeinde Schröttinghausen zwischen Bielefeld und Werther aufgeteilt. Das Kerngebiet von Schröttinghausen sowie das davon räumlich getrennte Gebiet der Siedlung Kampheide wurden nach Bielefeld eingemeindet und gehören seit 1973 zum Stadtbezirk Dornberg.
Der nur dünn besiedelte Westen der ehemaligen Gemeinde Schröttinghausen ist seit 1973 ein Ortsteil von Werther.

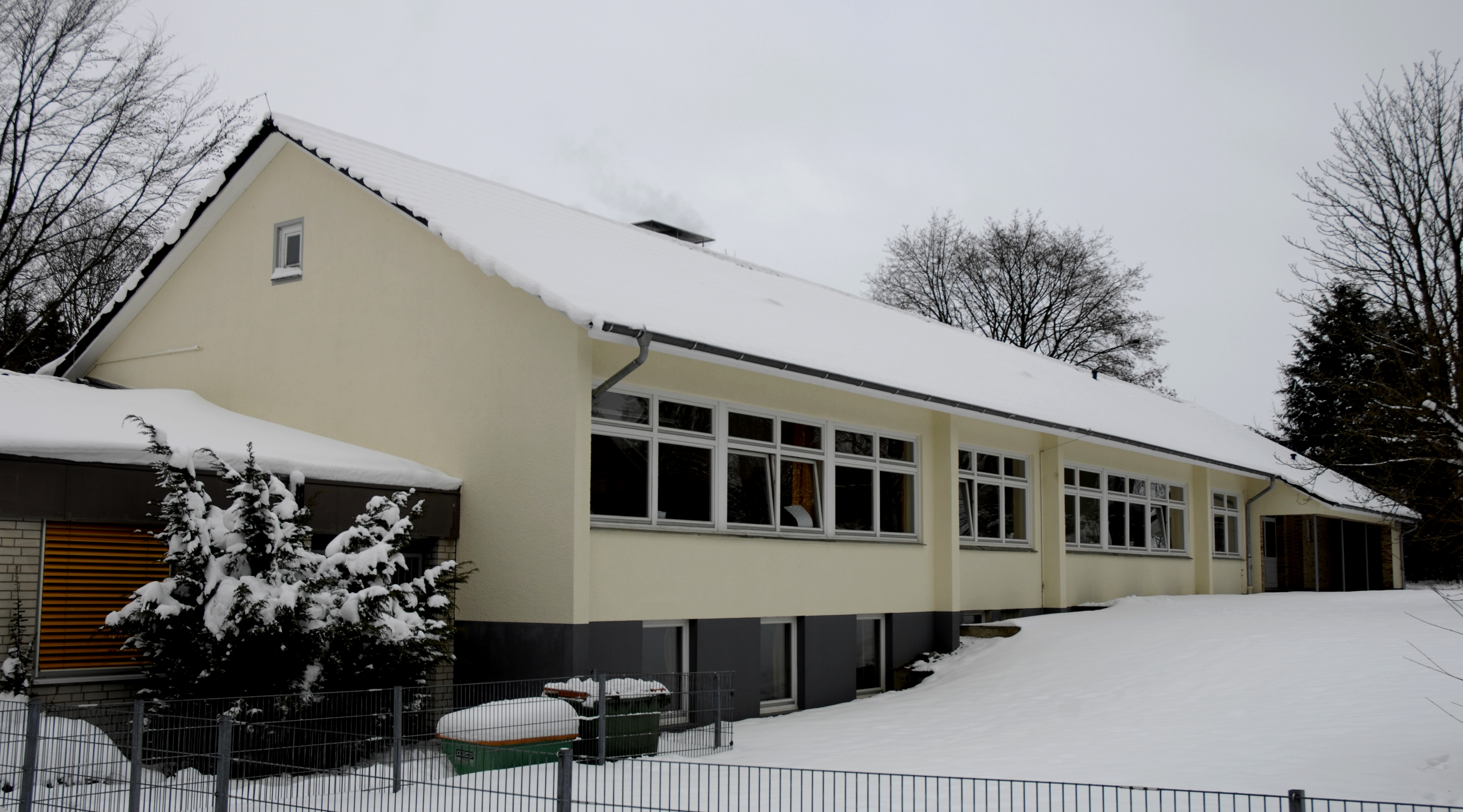
„Kleinste Schule“ Bielefelds: Grundschule Schröttinghausen

### Einwohnerentwicklung
| Jahr | Einwohner | Quelle |
| ---- | --------- | ------ |
| 1799 | 866       | [ 8 ]  |
| 1843 | 1052      | [ 9 ]  |
| 1864 | 924       | [ 10 ] |
| 1910 | 722       | [ 11 ] |
| 1939 | 668       | [ 12 ] |
| 1961 | 679       | [ 13 ] |
| 1970 | 871       | [ 7 ]  |
| 1972 | 1409      | [ 14 ] |

Die Stadt Bielefeld weist für den Ortsteil Schröttinghausen keine eigene Einwohnerzahl aus. Schröttinghausen liegt im Bielefelder statistischen Bezirk 455 Niederdornberg-Schröttinghausen, der 2008 2642 Einwohner besaß. 2022 hatte dieser statistische Bezirk 2697 Bewohner.

## Religion
Am 1. Oktober 1975 wurde durch die Evangelische Kirche von Westfalen eine evangelische Kirchengemeinde in Schröttinghausen errichtet, die am 26. August 1979 ihre Arche-Noah-Kirche einweihte. Die Kirche dient gleichzeitig als Dorfzentrum. Auch die Freiwillige Feuerwehr und Sportvereine treffen sich dort zu ihren Versammlungen.

## Kultur, Bildung, Sport
Die Schröttinghausener Grundschule ist Bielefelds kleinste Schule. Aktuell besuchen etwas mehr als 100 Kinder die Schule, an der neun Lehrer in sechs Klassen unterrichten.
Der Betrieb des Freibads wird seit Jahren erfolgreich durch den „Förderverein Freibad Schröttinghausen“ aufrechterhalten.

## Verkehr
Schröttinghausen ist durch die Buslinien 58 und 59 an die Stadtbahn Bielefeld und den Ortsteil Großdornberg angebunden. Eine regionale Busverbindung besteht über Häger nach Melle-Neuenkirchen.